# 柿本光太郎
柿本 光太郎（かきもと こうたろう、1994年7月25日 - ）は、日本の俳優。東京都出身。 infini所属。身長177cm。体重58kg。趣味は音楽鑑賞、カラオケ、野球。父は俳優の倉田てつを。名前の由来は父が演じた仮面ライダーBLACKの役名「南光太郎」から。

## 出演作品

### テレビドラマ
- 私立バカレア高校（2012年、日本テレビ）
- Piece 第1話（2012年、日本テレビ） - 森田
- 弱くても勝てます〜青志先生とへっぽこ高校球児の野望〜（2014年、日本テレビ）
- すべてがFになる（2014年、フジテレビ）
- 問題のあるレストラン 第1話（2015年、フジテレビ）
- 警部補・杉山真太郎〜吉祥寺署事件ファイル（2015年、TBS） - 迫田一樹
- 日本のヴァイオリン王〜名古屋が生んだ世界のマエストロ 鈴木政吉物語〜（2016年、東海テレビ・フジテレビ） - 門人
- Eテレ・ジャッジ / 家でマラソン（2016年、NHK Eテレ） - 森山玄一朗
- HiGH&LOW Season2 第7話（2016年、日本テレビ） - 男子
- 新陰流 上泉伊勢守信綱（2018年、BS朝日） - 長野業盛
- 刑事7人 Season4 第1・2話（2018年、テレビ朝日） - 野崎真一郎
- 相棒 Season20 最終回スペシャル（2022年、テレビ朝日） - 湯本律郎

### 映画
- 劇場版 私立バカレア高校（2012年、ショウゲート）
- 生贄のジレンマ（2013年） - 山岸楓太
- ジェリー・フィッシュ（2013年） - 室岡俊介
- 僕は友達が少ない（2014年、東映） - 高須
- 劇場版 仮面ティーチャー（2014年、ショウゲート） - 不良
- 太陽の坐る場所（2014年、ファントム・フィルム） - 清瀬陽平
- ××× KISS KISS KISS / 背後の虚無（2015年、FILM BANDITS） - 夏男[3]
- 暗殺教室〜卒業編〜（2016年、東宝） - 生徒
- 自主制作映画「Clock」（2016年） - 松田悟
- 何者（2016年、東宝） - 劇団員
- Secret Sky（2017年） - Sky[3][4]
- 六月の雨（2017年） - Katsuo[4]
- ゴーストダイアリーズ（2021年、ユナイテッドエンタテインメント） - カズキ

### 配信ドラマ
- 夏休みなんかいらない（2014年、バップ） - 我妻純也
- &美少女 NEXT GIRL meets Tokyo 第10話（2017年、FOD） - 三沢昇
- ＃声だけ天使（2018年、AbemaTV） - ハル=ビッグユニット

### 舞台
- KPT旗揚げ公演「かたつむり」（2011年、シアターグリーン） - 大橋孝男 ※デビュー作[2]
- I&Iファクトリー「戸野広浩司外伝 -トノ、何がしたいんだ?-」（2012年、戸野廣浩司記念劇場） - 錠介

### TV-CM
- WFS アナザーエデン 時空を超える猫「時空を超える旅 / 時空の彼方へ・男性篇」（2017年） - サラリーマン

### WEB-CM
- ジャックス「その買い物には、未来がある。 / 姉の応援篇」（2015年） - 弟
- 幸せの丘 ありあんす「季節に贈る〜ダイヤモンドより大切なもの〜」（2018年） - 息子

### MV
- CINTA（2017年）